# Полынь (Библия)

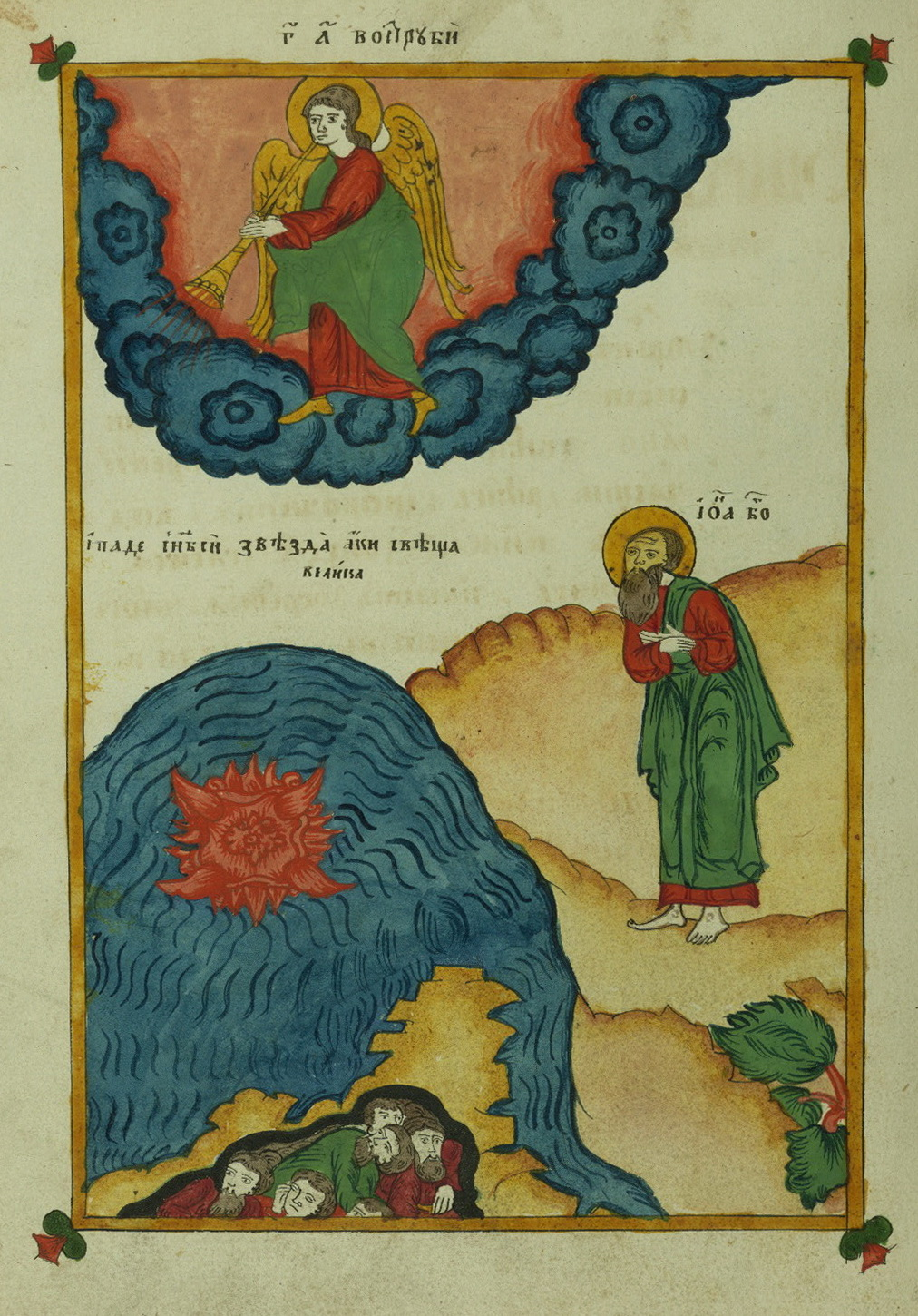

Полынь (греч. ἀψίνθιον, апсинтион и ἄψινθος, апсинтос) в Библии является символом наказаний Господних, олицетворяет безмерную Горечь суда Божьего над ослушниками.

## Упоминания в Библии
Полынь — это общее название класса растений, некоторые из которых произрастают в Палестине. Отличительным свойством полыни является горький вкус. Вероятно, поэтому слово «полынь» часто соединяется с словом «яд».
В Танахе полынь (ивр. לענה‎, la’anah, лаана) упоминается несколько раз, зачастую подразумевая «отраву», «горечь» или же «проклятие» (Втор. 29:18, Прит. 5:4), и представляет нечестивость и человеческие пороки, как крайне горькие, подобно полыни, по их последствиям (Амос. 5:7, 6:12), и изображает тягость наказания, которое постигает всякого грешника: «говорит Господь Саваоф, Бог Израилев [об иудеях]; вот, Я накормлю их, этот народ, полынью, и напою их водою с жёлчью» (Иер. 9:15). В другом месте пророк Иеремия говорит: «Помысли о моём страдании и бедствии моём, о полыни и жёлчи» (Плач. 3:19).
В Септуагинте вместо слова «полынь» употреблено ὀδύνη — «скорбь», «страдание», а в другом месте — ἀνάγκη — «нужда», «неволя», «насилие», «теснота».
В Новом Завете, в Откровении Иоанна Богослова, «Полынью» названа упавшая звезда либо же ангел:

Третий ангел вострубил, и упала с неба большая звезда, горящая подобно светильнику, и пала на третью часть рек и на источники вод.
Имя сей звезде «полынь»; и третья часть вод сделалась полынью, и многие из людей умерли от вод, потому что они стали горьки.
Оригинальный текст (греч.)Καὶ ὁ τρίτος ἄγγελος ἐσάλπισε, καὶ ἔπεσεν ἐκ τοῦ οὐρανοῦ ἀστὴρ μέγας καιόμενος ὡς λαμπάς, καὶ ἔπεσεν ἐπὶ τὸ τρίτον τῶν ποταμῶν καὶ ἐπὶ τὰς πηγὰς τῶν ὑδάτων.

καὶ τὸ ὄνομα τοῦ ἀστέρος λέγεται ὁ Ἄψινθος. καὶ ἐγένετο τὸ τρίτον τῶν ὑδάτων εἰς ἄψινθον, καὶ πολλοὶ τῶν ἀνθρώπων ἀπέθανον ἐκ τῶν ὑδάτων, ὅτι ἐπικράνθησαν.
— Отк. 8:10, 8:11
В этом тексте Иоанн Богослов приводит древнегреческое название полыни апсинтион (абсинтион, в другом прочтении акинтион), что означает «непригодное для питья». Сегодня считается, что под словом «апсинтос» подразумевалась полынь белотравная, или же полынь горькая, тогда как полынь обыкновенная — и только она — в те времена по-гречески называлась артемизией (αρτεμισία), в честь богини Артемиды.
В церковно-славянских переводах, вместо синодального «Полынь» (пелынь), также использовались различные иные написания имени звезды: Аксинфос, аспѷнфъ, аѱинѳосъ, аѱиньѳосъ (в Острожской Библии).

## Интерпретации
Из текста «Откровения» видно, что событие со звездой надо отнести не к настоящему, а к будущему эсхатологическому времени. Некоторые комментаторы считали, что это «большая звезда» представляет собой важную фигуру в политической и/или церковной истории, тогда как другие толкователи Библии видят в отрывке прямое указание на небесное тело. «Dictionary of The Holy Bible» говорит, что «звезда по имени „Полынь“, вероятно, обозначает могущественного князя, или некую силу в воздухе, орудие провидения, в своём падении».

### Историческая
В иудейской литературной религиозной традиции «звезда» обычно символизирует человека, который обладает большой силой и влиянием на Израиль. Так, в книге пророка Исаии (14:12) «звезда» используется для описания царя Вавилона. В книге же Даниила (8:10) «звёзды» означают уже божьих людей. Позднее звёзды использовались для описания падения, которое означало наступление времени Страшного суда (Отк. 6:13, Мф. 24:29).
Различные религиозные группы и деятели, в том числе Церковь адвентистов седьмого дня и теологи Мэтью Генри и Джон Гилл, высказывали предположение, что 8-й стих «Откровения» — символическая отсылка к последним событиям в истории человечества. Говоря о «Полыни», некоторые историцистские толкователи Библии считают, что этот символ обозначает собой орды гуннов во главе со своим предводителем Аттилой, указывая на хронологическую корректность между принятыми ими сроками пророчества и временем вторжения гуннов в Европу. Другие указывают на Ария, императора Константина, Оригена или монаха Пелагия, отрицавшего доктрину первородного греха, как на «Полынь».

### Футурологическая
Архиепископ Аверкий (Таушев): «некоторые думают, что это метеор упадёт на землю и произведёт отравление водных источников на земле, которые сделаются ядовитыми».

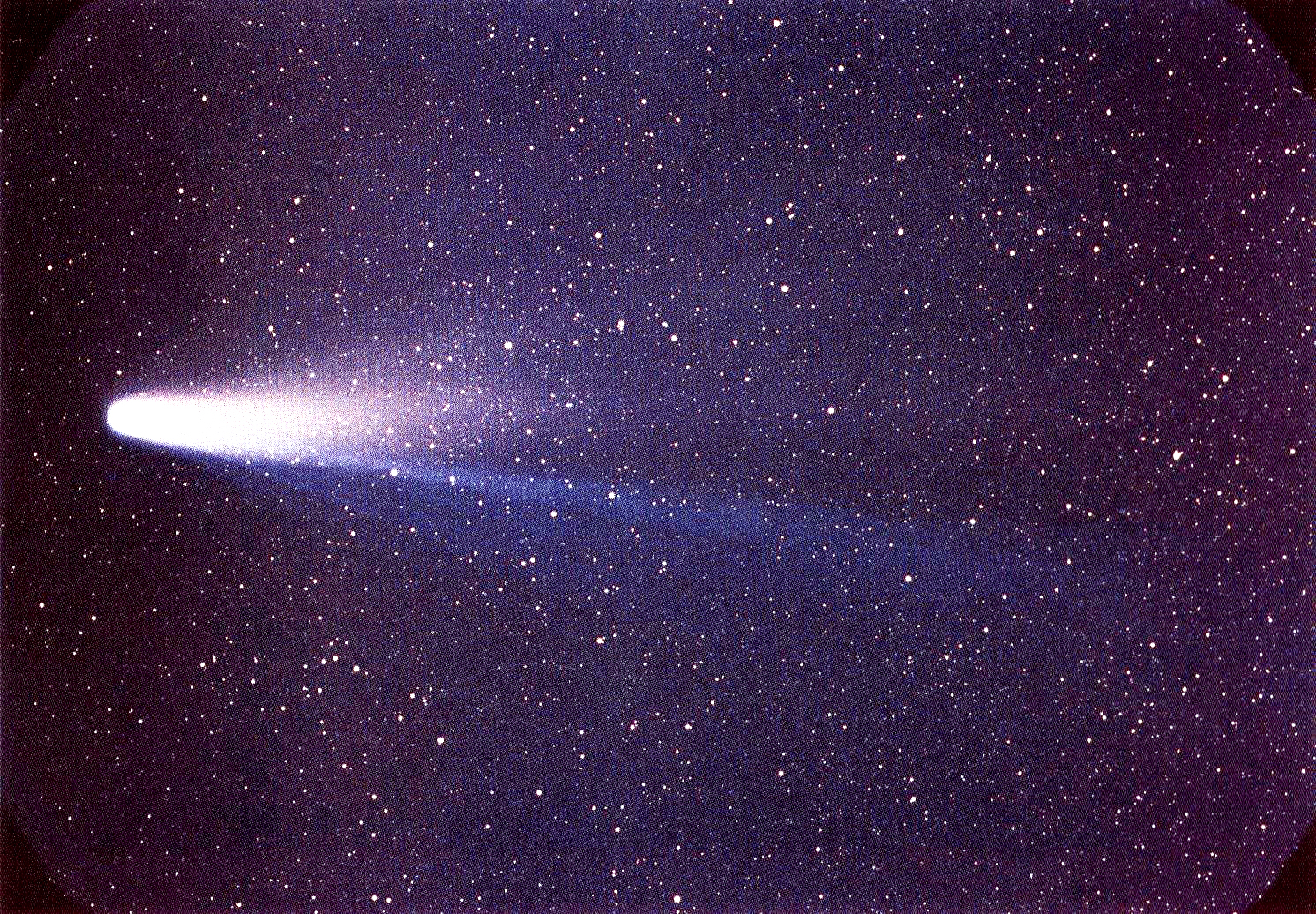
Комета Галлея 8 марта 1986 года.

Существуют различные научные теоретические сценарии о воздействии астероида или столкновении кометы с Землёй. Теоретически вероятный сценарий выдвигает теорию химического изменения атмосферы из-за «теплового шока» в результате воздействия крупного астероида или кометы, через реакцию кислорода и азота в атмосфере и образования дождя из азотной кислоты. Такие кислотные дожди, как полагают некоторые, соответствуют библейскому описанию горечи на треть питьевых вод Земли, производимого от звезды «Полынь».
Джерард Боу (Gerardus D. Bouw) в своей белой книге «Wormwood» выдвигает теорию, согласно которой, поскольку термин «полынь» относится к горькому на вкус или ядовитому растению, в частности к апсинтосу, то есть к полыни горькой, и в «Откровении» что звезда — вероятно, астероид или комета, носит именно это имя, более правдоподобным сценарием станет химический состав метеорита, который сделает питьевую воду горькой и ядовитой, так как тот разделится ещё в атмосфере и способен будет попасть в глубокие источники воды и истоки рек.

### Альтернативные
Ряд теологов считают термин «Полынь» чисто символическим представлением горестей, что будет наполнять землю в смутные времена («Великая скорбь»), отмечая, что горечь полыни стала общеупотребительной библейской метафорой для вещей, исполненных великой горечи.
Согласно основанной на этом совпадении версии, Чернобыльскую катастрофу 1986 года и символизирует звезда Полынь (чернобыльник — одно из названий полыни обыкновенной из семейства астровых). Радионуклиды чернобыльского выброса загрязнили поверхностные водные системы не только в районах рядом с реактором, но и в других регионах Европы. Начальное загрязнение воды изначально было вызвано прямым выпадением радионуклидов на поверхность рек и озер, и основную его часть составляли такие радионуклиды, как 131I. В качестве доказательства правдоподобности приводится тот факт, что Чернобыльская авария произошла через две недели после максимального приближения к Земле кометы Галлея. Также существует мнение, что Нострадамус в своих катренах предсказал будущую трагедию.